# جلان أبراهامز
جلان أبراهامز (بالإسبانية: Glen Abrahams)‏ هو عداء سريع كوستاريكي، ولد في 5 مارس 1962.

## وصلات خارجية
- جلان أبراهامز على موقع أوليمبيديا (الإنجليزية)